# Francesco Farnese (hertig av Parma)
Francesco Farnese av Parma, född 1678, död 1727, var en monark (hertig) av Parma från 1694 till 1727. 